# Brian Deacon
Brian Deacon (né le 13 février 1949) est un acteur britannique. Bien qu'il apparaisse dans des films comme The Triple Echo (1972) et Vampyres (1974), il est peut-être plus connu pour avoir incarné Jésus dans le film de 1979, Jésus, réalisé par l'organisation évangelique the Jesus Film Project. (Deacon a été choisi par le producteur John Heyman dans un panel de 263 acteurs) Deacon a également incarné Heumac dans la série britannique The Feathered Serpent (1976, 1978), Frank Miles dans la série Lillie (1978), et joue le personnage d'Oswald Deuce, en compagnie de son frère Eric, dans le film de Peter Greenaway, Zoo (1985).

## Biographie
Deacon est né à Oxford, où il joue à l'Oxford Youth Theatre. Il est marié, de 1977 à 1987, à l'actrice Rula Lenska, dont il a une fille, Lara Deacon. Il épouse ensuite Nathalie Bloch-Lainé (fille de Jean-Michel Bloch-Lainé), avec qui il est marié de 1998 à 2022.

## Filmographie

### Séries
- 1971 The Guardians : Steve
- 1972 Love and Mr Lewisham : Mr George Lewisham
- 1972 Thirty-Minute Theatre  : Daniel
- 1973 Public Eye : Nick Mortimer
- 1974 Good Girl : Henry Nutting
- 1975 Churchill's People : Flavius
- 1976 The Emigrants : Michael Parker
- 1976-78 The Feathered Serpent : Prince Heumac
- 1978 Lillie : Frank Miles
- 1985 Bleak House (en) : Allan Woodcourt

### Cinéma
- 1972 The Triple Echo : Barton
- 1974 Vampyres : John
- 1974 Il bacio : Alfonso
- 1979 Jésus : Jésus
- 1985 Zoo : Oswald Deuce
- 2013 Mistaken : prêtre